# Viadana
Viadana – miejscowość i gmina we Włoszech, w regionie Lombardia, w prowincji Mantua.
Według danych na rok 2004 gminę zamieszkiwały 16 904 osoby, 165,7 os./km².